# TT195
| G29 · k | n | i | mn · n |

| G29 · k | n | i | mn · n |

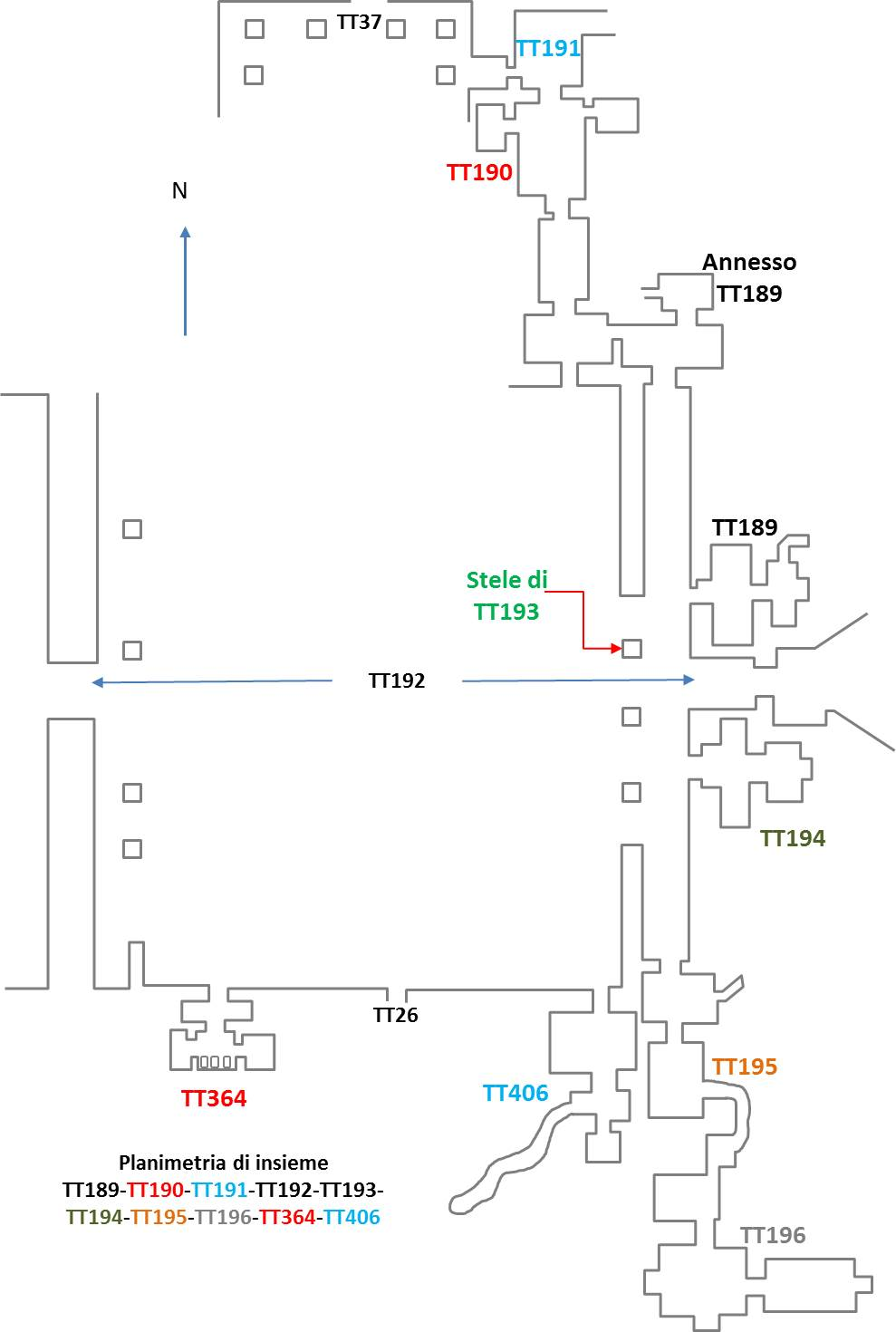
Planimetria dell'area in cui insistono le tombe TT189, TT190, TT191, TT192, TT193, TT194-TT195-TT196-TT364-TT406

TT195 (Theban Tomb 195) è la sigla che identifica una delle Tombe dei Nobili ubicate nell'area della cosiddetta Necropoli Tebana, sulla sponda occidentale del Nilo dinanzi alla città di Luxor, in Egitto. Destinata a sepolture di nobili e funzionari connessi alle case regnanti, specie del Nuovo Regno, l'area venne sfruttata, come necropoli, fin dall'Antico Regno e, successivamente, sino al periodo Saitico (con la XXVI dinastia) e Tolemaico.

## Titolare
TT195 era la tomba di:
| Titolare  | Titolo                                     | Necropoli  | Dinastia/Periodo | Note                    |
| --------- | ------------------------------------------ | ---------- | ---------------- | ----------------------- |
| Bakenamon | Scriba del tesoro dei possedimenti di Amon | El-Assasif | XIX dinastia     | accessibile dalla TT189 |

## Biografia
Unica nota biografica ricavabile il nome della moglie Wetnefert.

## La tomba
L'ingresso a TT195 si apre nell'angolo sud-est del vasto cortile su cui insistono altre tombe (vedi planimetria d'insieme) e, più esattamente, a sud del lungo corridoio su cui pure si aprono gli accessi alle tombe TT194 e TT189.
TT195 è planimetricamente strutturata con un corridoio di accesso che immette in una sala rettangolare da cui un secondo corridoio dà accesso a una seconda sala rettangolare; da questa un cunicolo porta alla camera funeraria in cui si apre un accesso (non praticabile) verso la TT196.
Nel corridoio di accesso (1/nero in planimetria), il defunto inginocchiato dinanzi a Ra-Horakhti e Osiride, nonché un inno a Ra e il defunto e la moglie seduti; nella stessa scena un prete in offertorio al defunto e alla moglie. Sulle pareti della camera rettangolare: su tre registri sovrapposti (2) il defunto e la moglie dinanzi a Ptah-Sokar-Osiride e un prete in offertorio dinanzi ai coniugi; poco oltre si apre un cunicolo che, verosimilmente, doveva essere parte di un ampliamento, mai realizzato, della TT195; sulla parete (3) i resti di dipinti tra cui un'arpista e il defunto in offertorio a una dea. Sulla stessa parete (4), su tre registri, il defunto in offertorio a Ra-Horakhti e Maat e il defunto e la moglie dinanzi a Osiride, Iside e Nephtys; proseguendo (7) i resti di una scena di offertorio del defunto e la moglie al dio Atum e poco oltre (6) il defunto inginocchiato dinanzi a Iside e ai quattro Figli di Horo; segue (5) scena del defunto con la Dea dell'Occidente (Mertseger). Da questa sala si accede a un secondo ambiente non rilevante ai fini delle immagini parietali; da qui un cunicolo con doppia curva conduce alla camera funeraria, anch'essa malridotta a priva di decorazioni parietali, in cui si apre un passaggio verso la limitrofa TT196.

### Annotazioni
1. ↑  La numerazione dei locali e delle pareti segue quella di Porter e Moss 1927, p. 296.
2. ↑  La prima numerazione delle tombe, dalla numero 1 alla 253, risale al 1913 con l'edizione del "Topographical Catalogue of the Private Tombs of Thebes" di Alan Gardiner e Arthur Weigall. Le tombe erano numerate in ordine di scoperta e non geografico; ugualmente in ordine cronologico di scoperta sono le tombe dalla 253 in poi.
3. ↑  I campi della Duat, ovvero l'aldilà egizio, si trovavano, secondo le credenze, proprio sulla riva occidentale del grande fiume.
4. ↑  Nella sua epoca di utilizzo, l'area era nota come "Quella di fronte al suo Signore" (con riferimento alla riva orientale, dove si trovavano le strutture dei Palazzi di residenza dei re e i templi dei principali dei) o, più semplicemente, "Occidente di Tebe".
5. ↑  le Tombe dei Nobili, benché raggruppate in un'unica area, sono di fatto distribuite su più necropoli distinte.
6. ↑  Le note, sovente di inquadramento topografico della tomba, sono tratte dal "Topographical Catalogue" di Gardiner e Weigall, ed. 1913 e fanno perciò riferimento alla situazione dell'epoca.
7. ↑  Poiché sull'area insistono tre differenti tombe (TT196 e TT407), i riferimenti sono stati riportati in differente colore. Per la TT195 seguire la numerazione nera.

### Fonti
1. 1 2  Porter e Moss 1927,  p. 301.
2. ↑  Gardiner e Weigall 1913.
3. ↑  Donadoni 1999,  p. 115.
4. ↑  Gardiner e Weigall 1913, p. 34.
5. ↑  Gardiner e Weigall 1913, pp. 34-35.
6. ↑  Gardiner e Weigall 1913, p. 35.
7. ↑  Porter e Moss 1927,  p. 301, confermata in edizione del 1970.
8. ↑  Porter e Moss 1927,  confermata nell'edizione del 1970, p. 301.